# Evgenia Armanovna Medvedeva
Evgenia Armanovna Medvedeva (cách viết thay thế: Yevgenia Medvedeva; tiếng Nga: Евгения Армановна Медведева, IPA: [jɪvˈɡʲenʲɪjə mʲɪˈdvʲedʲɪvə]; sinh ngày 9 tháng 12 năm 1999), là một cựu vận động viên trượt băng nghệ thuật người Nga. Cô đã hai lần giành được huy chương bạc tại Thế vận hội Olympic mùa đông (Đơn nữ năm 2018, Đồng đội năm 2018), hai lần vô địch giải thế giới (2016, 2017), hai lần vô địch giải châu Âu (2016, 2017), hai lần quán quân Chung kết Grand Prix (2015, 2016), hai lần vô địch giải quốc gia Nga (2016, 2017), ngoài ra cô còn giành huy chương bạc tại Giải vô địch Châu Âu 2018 và đồng tại Giải Thế giới 2019. Trước đó, cô đã vô địch tại Giải vô địch Thiếu niên thế giới 2015, Chung kết Grand Prix Thiếu niên 2014–15, và giải Thiếu niên quốc gia Nga.
Medvedeva là nữ vận động viên vô địch Giải thế giới cấp độ trưởng thành ngay sau năm vô địch Giải thế giới cấp độ thiếu niên, là nữ vận động viên vô địch Giải thế giới cấp độ trưởng thành liên tiếp hai lần ngay sau năm vô địch Giải thế giới cấp độ thiếu niên. Tại Giải vô địch thế giới 2017, cô trở thành nữ vận động viên vô địch hai năm liên tiếp sau 16 năm sau thành tích của Michelle Kwan vào năm 2000 và 2001, và là nữ vận động viên Nga đầu tiên bảo vệ thành công tấm huy chương vàng tại Giải vô địch thế giới. Cô là một trong bốn nữ vận động viên đã đạt được thành tích Grand Slam (vô địch mọi giải thi chính trong cùng một mùa), và là vận động viên đầu tiên (ở tất cả các hạng mục) đạt được thành tích Grand Slams trong hai mùa giải liên tiếp (2015–2016; 2016–2017).
Trong hệ thống chấm điểm của ISU, cô đã phá kỷ lục thế giới tới 13 lần và là nữ vận động viên đầu tiên vượt qua số điểm 80 trong bài thi ngắn, 160 điểm trong bài thi tự do, và 230 điểm và 240 điểm tổng.

## Thiếu thời và đời sống riêng tư
Mẹ của Evgenia, Zhanna Medvedeva (họ thời con gái — Devyatova), là một cựu vận động viên trượt băng nghệ thuật người Nga đã giải nghệ năm 14 tuổi, và cha là Arman Babasyan, một doanh nhân người Armenia, đã ly dị. Cả cha mẹ đều muốn cô tập trượt băng để cải thiện hình thể. Cô thi đấu dưới họ Medvedeva, họ thời con gái của bà ngoại. Họ khai sinh của cô là Babasyan. Năm 2017, cô nhập học Đại học Thể dục Thể chất, Tuổi trẻ và Du lịch Nga. Từ ngày 1 tháng 10 năm 2021, cô là sinh viên trường Đại học Quốc gia Moskva.
Medvedeva xác nhận rằng cô mắc chứng sợ bướm nhậy. Thần tượng trượt băng nghệ thuật của cô là Evgeni Plushenko và Yuna Kim. Bạn bè còn gọi cô với tên gọi "Zhenya" và "Janny". Ngoài tiếng Nga, Evgenia còn nói tiếng Anh và tiếng Nhật cơ bản.
Cô chuyển tới Toronto, Canada giữa năm 2018 và luyện tập tại Câu lạc bộ Cricket, Bi đá và Trượt băng Toronto cho tới năm 2020 khi cô quay lại với huấn luyện viên cũ của mình, Eteri Tutberidze.
Cô có hai con Chó bò Pháp, Jerry và Tofu.

## Sự nghiệp

### Những năm đầu
Bắt đầu trượt từ năm ba tuổi, ban đầu Medvedeva được huấn luyện bởi Elena Proskurina, Lubov Yakovleva, và Elena Selivanova. Khoảng năm 2007, em theo học huấn luyện viên Eteri Tutberidze tại trường đào tạo thể thao Olympic số 37, sau đổi thành Sambo 70.
Medvedeva bắt đầu thi giải trưởng thành tại giải quốc gia Nga 2012, xếp thứ tám chung cuộc, và thứ sáu tại cấp độ thiếu niên. Em gặp chấn thương ở đầu mùa giải tiếp theo và không đủ điều kiện tham dự giải quốc gia Nga ở cấp độ trưởng thành. Em về vị trí thứ tư sau Maria Sotskova tại giải Thiếu niên quốc gia Nga 2013.

### Mùa giải 2013–2014: Chuyển lên cấp độ thiếu niên tại đấu trường quốc tế

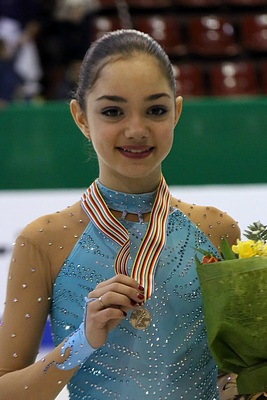
Medvedeva trên bục huy chương tại Giải vô địch thiếu niên thế giới 2014

Medvedeva bắt đầu thi các giải vô địch cấp độ thiếu niên quốc tế vào mùa giải 2013-14. Thi đấu tại Hệ thống giải Grand Prix Thiếu niên, em giành huy chương vàng ở Riga, Latvia, rồi tại Gdańsk, Ba Lan, qua đó đủ điểm tiến vào Chung kết Grand Prix Thiếu niên được tổ chức tại Fukuoka, Nhật Bản. Em giành được huy chương đồng và xếp sau Sotskova và Serafima Sakhanovich. Tại giải quốc gia Nga 2014, em xếp thứ bảy tại lần thi cấp độ trưởng thành thứ hai của mình và thứ tư ở cấp độ thiếu niên. Medvedeva được cử đi thay thế tại Giải vô địch thiếu niên thế giới 2014 tại Sofia, Bulgaria sau khi Sotskova gặp chấn thương. Đứng thứ ba ở cả hai bài thi, em đoạt huy chương đồng còn Elena Radionova và Sakhanovich lần lượt giành được huy chương vàng và bạc, giúp Nga hai năm liên tiếp giành được toàn bộ huy chương ở hạng mục đơn nữ.

### Mùa giảỉ 2014-15: Quán quân Giải Thiếu niên thế giới

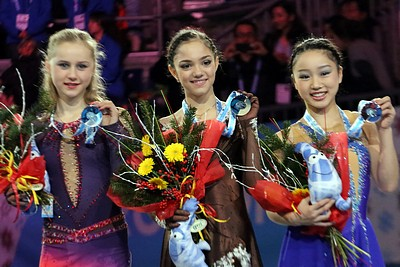
Medvedeva (giữa) với Serafima Sakhanovich (trái) và Wakaba Higuchi (phải) trên bục huy chương tại Chung kết Grand Prix Thiếu niên 2014-15

Giải đấu Grand Prix Thiếu niên đầu tiên của Medvedeva được tổ chức tại Courchevel, Pháp. Tại đây, em đã thắng huy chương vàng với cách biệt 21 điểm với huy chương bạc Rin Nitaya của Nhật Bản. Tại giải đấu thứ hai diễn ra ở Ostrava, Cộng hòa Séc, em đứng thứ hai ở cả hai bài thi và chiến thắng Wakaba Higuchi của Nhật Bản với điểm tổng hơn 1.44 điểm. Em đủ điểm tham gia Chung kết Grand Prix Thiếu niên tại Barcelona, Tây Ban Nha, và giành chức quán quân sau khi dẫn đầu ở cả hai bài thi của mình.
Thi đấu tại giải quốc gia Nga 2015, em đứng thứ ba ở cả hai bài thi và giành huy chương đồng, huy chương đầu tiên của em tại cấp độ trưởng thành, xếp sau Elena Radionova và Elizaveta Tuktamysheva. Sau đó em vô địch giải Thiếu niên quốc gia Nga 2015 với hơn 20 điểm trước Maria Sotskova.
Tại Giải vô địch Thiếu niên thế giới 2015 diễn ra ở Tallinn, Estonia, Medvedeva đứng thứ nhất sau bài thi ngắn và phá kỷ lục thế giới với số điểm 68.48, cao hơn bất kỳ số điểm trong bài thi ngắn cấp độ thiếu niên ở hạng mục đơn nữ nào. Ở bài thi tự do, em một lần nữa đứng thứ nhất và giành chức vô địch. Xuyên suốt mùa giải, em không phạm phải bất kỳ cú ngã nào trên đấu trường quốc tế.

### Mùa giải 2015-16: Danh hiệu tại Giải thế giới và châu Âu
Tới mùa giải 2015–2016, Medvedeva đã đủ tuổi quy định để tham gia các giải đấu trưởng thành ở đấu trường quốc tế. Cô bắt đầu mùa giải với huy chương vàng tại Cúp Ondrej Nepela 2015, một giải đấu thuộc Hệ thống giải Challenger trực thuộc ISU (CS) vào đầu tháng Mười. Cùng tháng đó, cô thi đấu tại giải đấu Grand Prix cấp độ trưởng thành đầu tiên của mình – Skate America 2015.  Xếp thứ nhất sau bài thi ngắn và thứ hai sau bài thi tự do, cô giành huy chương vàng trước Gracie Gold của đội tuyển Mỹ. Medvedeva thắng huy chương bạc tại giải thi Grand Prix tiếp theo, Cúp Rostelecom 2015, sau đồng hương của mình là Elena Radionova.

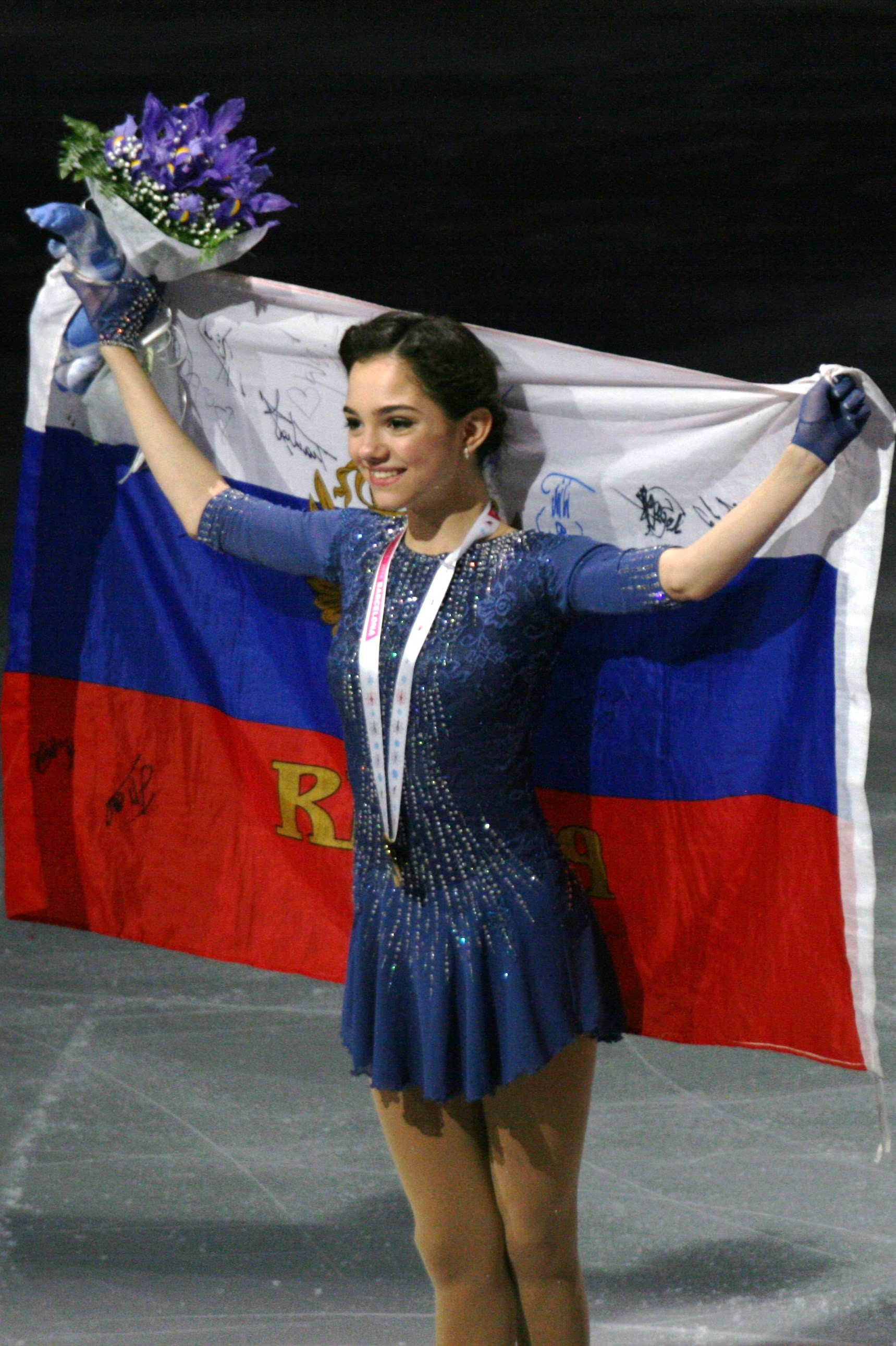
Medvedeva trên bục huy chương tại Chung kêt Grand Prix 2015-16

Vào tháng Mười hai, tại Chung kết Grand Prix diễn ra tại Barcelona, Tây Ban Nha, Medvedeva xếp nhất ở cả hai bài thi để giành chức vô địch trước Satoko Miyahara và trở thành quán quân Grand Prix trẻ nhất thứ năm trong lịch sử ở tuổi 16. Cuối tháng, cô vô địch giải quốc gia Nga 2016, vượt qua Elena Radionova, người đứng ở vị trí thứ hai.
Tháng Một năm 2016, Medvedeva thi đấu tại giải đấu ISU cấp độ trưởng thành đầu tiên của mình, Giải vô địch châu Âu 2016 được tổ chức ở Bratislava, Slovakia. Dẫn đầu ở cả hai bài thi, cô giành được huy chương vàng trong khi Elena Radionova (thấp hơn 5.46 điểm) và Anna Pogorilaya (thấp hơn 28.40 điểm) thắng lần lượt huy chương bạc và đồng, giúp Nga hai năm liên tiếp giành được toàn bộ huy chương ở hạng mục đơn nữ.
Tháng Ba năm 2016, Medvedeva vô địch Giải thế giới tổ chức ở Boston, Mỹ. Sau khi xếp thứ ba ở bài thi ngắn, Medvedeva vươn lên vị trí thứ nhất tại bài thi tự do với điểm số kỷ lục thế giới là 150.10, phá kỷ lục của Yuna Kim trước đó là 150.06 điểm. Với điểm tổng là 223.86, cô đạt được số điểm cao nhất trong sự nghiệp và cao hơn 8.47 điểm so với á quân Ashley Wagner. Với huy chương vàng tại Giải thiếu niên 2015, Medvedeva, mới chỉ 16 tuổi đã trở thành nữ vận động viên đầu tiên thắng liên tiếp Giải thiếu niên và Giải trưởng thành thế giới. Cô đạt được kỷ lục trở thành nữ vận động viên vô địch thế giới ngay trong mùa giải trưởng thành của mình sau người đầu tiên là Kimmie Meissner trong 23 năm, và là nhà vô địch trẻ tuổi nhất (16 tuổi, 4 tháng) dưới luật mới (kể từ Tara Lipinski năm 1997, chưa tròn 15 tuổi vào thời điểm vô địch). Medvedeva cũng trở thành nữ vận động viên thứ hai thắng Chung kết Grand Prix, Giải vô địch quốc gia, Giải vô địch châu Âu và Giải vô địch thế giới ngay trong cùng một mùa giải (người đầu tiên là đồng hương Irina Slutskaya).
Medvedeva xếp thứ nhất ở cả hai bài thi tại Cúp Đồng đội 2016 tại Spokane, Washington. Đội châu Âu đứng ở vị trí thứ ba sau cuộc thi mặt-đối-mặt và thứ hai tại bài thi chính. Ngoài huy chương đồng đội, Medvedeva còn nhận được tiền thưởng cho số điểm đơn nữ cao nhất.

### Mùa giải 2016–2017: Tám kỷ lục thế giới và danh hiệu Giải thế giới thứ hai
Medvedeva băt đầu mùa giải Grand Prix tại Skate Canada International 2016. Đứng thứ nhất ở cả hai bài thi, cô đoạt huy chương vàng trước Kaetlyn Osmond và Satoko Miyahara. Sau đó, cô đạt được danh hiệu Grand Prix thứ hai của mình, một huy chương vàng tại Cúp Pháp 2016. Cô đạt tới 78.52 điểm trong bài thứ ngắn, chỉ thấp hơn 0.14 điểm so với kỷ lục thế giới bấy giờ nắm giữ bởi Mao Asada. Cô đạt được 15 điểm cho mỗi giải đấu và đủ điều kiện để tham dự Chung kết Grand Prix với số điểm tuyệt đối.
Tại vòng chung kết được tổ chức tại Marseille, Pháp, Medvedeva phá vỡ kỷ lục thế giới của Mao Asada với số điểm là 79.21. Cô cũng vô địch với số điểm hơn 9.33 điểm so với á quân Satoko Miyahara.
Với chiến thắng của mình, Medvedeva cùng Irina Slutskaya, Tara Lipinski, Yuna Kim, và Mao Asada trở thành những vận động viên nữ duy nhất vô địch chung kết Grand Prix hai mùa liên tiếp.
Vào tháng Mười hai năm 2016, Medvedeva bảo vệ thành công tấm huy chuơng của mình tại Giải quốc gia Nga 2017, dù cú 3T trong cú nhảy liên hợp 3S-3T-3T không được tính điểm. Cô phát biểu rằng, "Trước kia, cả cú nhảy liên hợp sẽ không được tính, nhưng giờ người ta chỉ không tính cú 3T và em cũng nghĩ rằng, nếu mình làm được, sao không thử?". Tháng Một năm 2017, cô thi đấu tại Giải vô địch châu Âu 2017 tại Ostrava, Cộng hòa Séc.  Dẫn đầu ở cả bài thi ngắn và tự do, cô giành chức quán quân trong khi Anna Pogorilaya (thấp hơn 18.32 điểm) và Sotskova (thấp hơn 37.19 điểm) lần lượt đứng ở vị trí thứ hai và thứ tư. Cô cũng phá kỷ lục thế giới của chính mình với số điểm 150.79 và trở thành người nắm giữ kỷ lục thế giới cho điểm tổng (229.71), một kỷ lục trước đó được Yuna Kim nắm giữ.
Cô tranh đấu tại Giải vô địch thế giới 2017 vào tháng Ba năm 2017, diễn ra ở Helsinki, Phần Lan. Xếp thứ nhất ở cả hai bài thi, cô lần nữa phá kỷ lục với điểm số 154.40 cho bài thi tự do và 233.41 cho điểm tổng, trở thành nữ vận động viên đầu tiên có số điểm tổng vượt trên 230 điểm. Điểm tổng của cô cao hơn tới 15.28 điểm so với á quân Kaetlyn Osmond. Medvedeva là nữ vận động viên duy nhất nhận được điểm 10.00 tròn trong điểm trình bày. Cô trở thành nhà vô địch thế giới hai năm liên tiếp đầu tiên sau 16 năm kể từ khi Michelle Kwan đạt được thành tích này vào năm 2000 và 2001, và là nữ vận động viên đầu tiên của Nga bảo vệ thành công danh hiệu của mình tại Giải thế giới.
Tháng Tư năm 2017, Medvedeva thi đấu cho đoàn Nga tại Cúp đồng đội thế giới ISU 2017 tại Tokyo, Nhật Bản. Cô dẫn đầu sau bài thi ngắn với 80.85 điểm, trở thành nữ vận động viên đầu tiên vượt qua ngưỡng điểm 80 cho bài thi ngắn. Một lần nữa tại bài thi tự do, cô xếp thứ nhất với số điểm kỷ lục thế giới mới là 160.46, là nữ vận động viên đầu tiên vượt trên 160 điểm cho bài thi tự do. Medvedeva mang về tổng 24 điểm và giúp đoàn Nga có được chiếc huy chuơng bạc thứ hai liên tiếp trong khi đoàn Nhật và đoàn Mỹ lần lượt thắng huy chuơng vàng và đồng. Dù giải đấu lần này không tính điểm tổng, ISU sau đó đã phê duyệt kỷ lục thế giới mới cho điểm tổng của cô với số điểm 241.31; qua đó, Medvedeva trở thành nữ vận động viên đầu tiên vượt trên 240 điểm cho điểm tổng. Phát biểu về thành tích, Medvedeva nói rằng, "Em ra sân với tâm trạng bình tĩnh và thoải mái, em không hoài nghi hay suy nghĩ tự ti gì về mình cả.”

### Mùa giải 2017–2018: Thế vận hội Olympic 2018 và thay đổi huấn luyện viên
Medvedeva tiếp tục chuỗi ngày thắng liên tiếp huy chuơng vàng tại Cúp Ondrej Nepela 2017 ở Bratislava, Slovakia. Tuy thế, sau cuộc thi, cô quyết định đổi nhạc nền cho bài thi tự do sang Anna Karenina, và lần đầu trình diễn nó tại giải Nhật Mở rộng. Giữa tháng Mười, chỉ vài ngày trước Cúp Rostelecom 2017, cô được chẩn đoán bị nứt xương bàn chân phải. Dù vẫn thắng Cúp Rostelecom cũng như một giải Grand Prix sau đó là Cúp NHK 2017 được tổ chức một tháng sau đó tại Osaka, Nhật Bản, chấn thương bàn chân đã buộc cô phải rút khỏi chung kết Grand Prix cũng như Giải vô địch quốc gia Nga và vì thế không thể bảo vệ được danh hiệu của mình ở cả hai giải đấu.
Thi đấu tại Giải vô địch châu Âu 2018 tổ chức ở quê nhà Moscow, Nga, Medvedeva về thứ hai sau đồng đội của mình là Alina Zagitova. Ngày hôm sau, Chủ nhật ngày 21 tháng Một, cô được ghi tên trong danh sách đội tuyển Nga thi đấu tại Thế vận hội Olympic cùng với Zagitova và Maria Sotskova dưới lá cờ Vận động viên Olympic từ Nga.
Medvedeva đã ghi được một kỷ lục thế giới mới với số điểm 81.01 trong bài thi ngắn tại nội dung đồng đội., góp phần mang về 10 điểm giúp Nga giành được huy chương bạc tại nội dung đồng đội.
Trong nội dung cá nhân, Medvedeva đứng thứ hai với điểm số 81.61, lập một kỷ lục thế giới mới trước khi bị phá bởi đồng đội của cô, Alina Zagitova. Tại bài thi tự do, cô đạt được số điểm 156.65, mang về điểm tổng là 238.26, khiến cô xếp thứ hai sau Zagitova. Zagitova tuy cũng nhận được 156.65 điểm cho bài thi tự do của mình, nhưng với điểm tổng là 239.57, Medvedeva bị đẩy xuống vị trí thứ hai và giành huy chương bạc.
Ngày 7 tháng Năm năm 2018, Medvedeva thông báo chấm dứt với huấn luyện viên lâu năm Eteri Tutberidze và chuyển tới Toronto để luyện tập dưới sự huấn luyện của Brian Orser, nhưng vẫn sẽ đại diện Nga và câu lạc bộ của mình (Sambo 70) khi luyện tập tại Canada.
Medvedeva xác nhận lý do chấm dứt với huấn luyện viên của mình là bà Tutberidze trên một buổi phát trực tiếp trên Instagram, lập luận rằng 'cô rời đi để làm việc với một huấn luyện viên có thể coi nhau là bạn'  chứ không phải xuất phát từ mong muốn đạt được kết quả cao hơn nữa. Cô giải thích rằng ở Orser, cô tìm được cảm giác làm việc với một người bạn, hai bên đều được lắng nghe một cách bình đẳng, điều mà cô không tìm thấy khi làm việc với Tutberidze.

### Mùa giải 2018–2019: Gian truân và huy chương đồng tại Giải thế giới
Medvedeva bắt đầu mùa giải với đội ngũ huấn luyện mới của mình tại Autumn Classic International, dẫn đầu sau bài thi ngắn và xếp thứ hai sau bài thi tự do, chung cuộc giành huy chương bạc sau Bradie Tennell và xếp trước Maé-Bérénice Méité.
Vào tháng Mười, Medvedeva bắt đầu thi đấu tại các giải Grand Prix. Tại Skate Canada 2018, cô ngã khi nhảy cú 3F trong bài thi ngắn, dẫn tới việc lỡ mất cú nhảy liên hợp và kết quả xếp thứ bảy. Sau đó, bằng việc xếp nhất trong bài thi tự do, cô giành huy chương đồng sau Elizaveta Tuktamysheva và Mako Yamashita.  Đứng thứ tư tại Internationaux de France 2018 vào tháng Mười một sau khi liên tục ngã và xoay thiếu vòng trong cả hai bài thi, đây là lần đầu tiên Medvedeva không giành được huy chương trong suốt sự nghiệp ở cả cấp độ thiếu niên và trưởng thành của mình.
Sau phần thi đáng buồn tại Pháp, Medvedeva đổi nhạc bài thi ngắn từ "Orange Colored Sky" sang Tosca, sáng tác bởi Giacomo Puccini với vũ đạo được biên đạo bởi bạn cô, Misha Ge.  Ở trạm dừng tiêp theo, Giải quốc gia Nga 2019, tuy không trình bày tốt bài thi mới với việc xoay thiếu vòng ở cú nhảy thứ nhất, nhảy hỏng cú thứ hai và ngã cú 2A, cô vẫn cảm thấy tốt hơn so với phần trình bày của mình trước đó tại Pháp. Đứng ở vị trí thứ 14 sau bài thi tự do, dù ngã, cô vẫn thi đấu với phong độ tốt hơn tại bài thi tự do. Xếp thứ tư sau bài thi ngắn và thứ bảy tổng thể, cô không chỉ về sau các vận động viên thiếu niên (giành toàn bộ huy chương tại giải), mà còn sau các vận động viên trưởng thành, Stanislava Konstantinova, Alina Zagitova và Sofia Samodurova. Phát biểu sau giải đấu, Medvedeva nói rằng "Dù phạm lỗi, nhưng với kết quả hôm nay thì tôi hài lòng rồi."
Cô được ghi tên trong danh sách dự bị của đội tuyển Nga cho Giải vô địch châu Âu (thứ hai) và Winter Universiade (thứ nhất); cô sau đó được cử đi thi Winter Universiade sau khi Elizaveta Tuktamysheva rút lui, nhưng Medvedeva cũng rút và Maria Sotskova được cử đi thay cho Medvedeva. Vào tháng Hai, thi đấu tại Cúp Chung kết Nga 2019, cô giành vị trí quán quân với việc dẫn nhất trong bài thi ngắn và thứ hai trong bài thi tự do, vì thế Medvedeva được gọi vào đội tuyển thi đấu tại Giải vô địch thế giới 2019.
Dù gặp chấn thương đùi, Medvedeva vẫn quyết định thi đấu tại Giải vô địch thế giới 2019. Đứng thứ tư sau bài thi ngắn do xoay thiếu vòng trong cú nhảy liên hợp, cô tiến lên vị trí thứ ba toàn thể và giành huy chương đồng sau khi đứng thứ ba tại bài thi tự do với chỉ một lỗi nhỏ khi xoay thiếu vòng cú 2A. Cô từ chối tham dự Cúp đồng đội thế giới ISU 2019 để phục hồi chấn thương.

### Mùa giải 2019–2020
Medvedeva bắt đầu mùa giải với việc thi đấu tại Autumn Classic International, xếp thứ hai ở cả hai bài thi và giành ngôi vị á quân sau Rika Kihira. Tại Cúp Thượng Hải, cô vẫn quyết định thi đấu dù chưa hồi phục khỏi cơn sốt buộc cô phải gián đoạn việc tập luyện trong suốt cả tuần. Dù thế, cô vẫn dẫn đầu sau bài thi ngắn và thứ hai sau bài thi tự do, mang về kêt quả chung cuộc là chiến thắng trước Elizabet Tursynbaeva và Lim Eun-soo. Đây là tấm huy chương vàng đầu tiên của cô dưới sự dẫn dắt của huấn luyện viên Orser và trên đấu trường quốc tế kể từ Cúp NHK 2017.
Bắt đầu thi đấu tại các giải Grand Prix, Medvedeva đứng thứ sáu sau một bài thi ngắn không thành công tại Skate Canada khi cô xoay thiếu vòng cú 3T trong cú liên hợp 3F-3T, nhảy trượt cú 2A và xoay thiếu vòng cú 3Lz. Mặc dù thế, ở bài thi tự do, cô thi đấu với phong độ tốt và xếp thứ ba sau Alexandra Trusova và Kihira. Với số điểm 146.73, đây là số điểm cao nhất mùa và đẩy cô lên vị trí thứ năm chung cuộc.
Thi đấu tại Cúp Rostelecom tại quê nhà Moscow, Medvedeva dẫn đầu bài thi ngắn với 76.93 điểm, số điểm cao nhất cô đạt được dưới hệ thống chấm điểm mới.  Ngoài bị gọi cạnh ở cú Lutz, cô trượt hoàn hảo bài thi của mình, đứng thứ hai sau phần thi và giành vị trí á quân sau Alexandra Trusova với số điểm cao nhất mới là 225.76.
Giày trượt của Medvedeva bị gãy khi đang luyện tập tại Giải quốc gia Nga 2020. Do không thể tìm được đôi nào để thay thế, cô quyết định vẫn thi đấu và đạt được số điểm 71.08, đứng thứ năm sau Alena Kostornaia, Anna Shcherbakova, Trusova và Tuktamysheva. Sau khi thử trượt với đôi giày bị hỏng trong buổi luyện tập, cô và Brian Orser đưa ra quyết định rút khỏi giải đấu và chuẩn bị luyện tập cho mùa giải năm sau.

### Mùa giải 2020–2021
Vào tháng Tư năm 2020, Medvedeva bay tới Nhật Bản để chuẩn bị cho show diễn trượt băng Sailor Moon của mình, nhưng cuối cùng lại bị hủy bỏ do đại dịch COVID-19. Không thể trở về  nơi luyện tập của mình tại Canada do lệnh hạn chế đi lại, cô quay về Moscow vào tháng Sáu và luyện tập ở sân băng CSKA với Tatiana Tarasova. Trong khi đó, Medvedeva giữ liên lạc với Orser qua Skype và lên kế hoạch trở lại Toronto khi các hạn chế được nới lỏng.
Đầu tháng Chín, Medvedeva trình diễn các bài thi mới của mình là Masquerade Waltz và Alegría tại buổi kiểm tra trượt Nga. Cô phạm lỗi ở cả hai bài thi và sau đó tiết lộ rằng cô mắc chấn thương lưng mãn tính.
Ngày 16 tháng Chín năm 2020, Medvedeva thông báo rằng cô quyết định quay trở lại luyện tập với đội ngũ huấn luyện cũ của mình, Eteri Tutberidze, Sergei Dudakov, và Daniil Gleikhengauz. Cô và Orser kết thúc trong êm đẹp. Theo như Orser chia sẻ, Medvedeva có thể đi từ Nhật Bản tới Canada, nhưng mẹ Medvedeva có visa khác với cô và không thể được nhập cảnh, và cô không muốn rời đi mà không có mẹ.
Medvedeva đăng ký thi vòng thứ nhất và thứ hai tại Cúp Nga, hệ thống vòng loại cho Giải quốc gia Nga 2021. Dù thế, cô rút khỏi cả hai cuộc thi và không thi thêm vòng nào trong hệ thống giải do chấn thương lưng. Do đại dịch COVID-19, toàn bộ các giải Grand Prix đều chỉ cho phép thí sinh có quốc tịch hoặc nơi luyện tập nhất định. Vì thế, Medvedeva được đăng ký thi đấu tại Cúp Rostelecom 2020, nhưng rút lui do đau lưng nghiêm trọng.
Vào tháng Mười một, truyền thông đưa tin Medvedeva dương tính với COVID-19 sau khi xuất hiện triệu chứng. Cô phải nhập viện trong tình trạng phổi bị tàn phá nghiêm trọng, dành cả tháng Mười một và đầu tháng Mười hai để phục hồi. Ngày 8 tháng Mười hai, cô trở lại luyện tập nhưng được bác sĩ khuyến cáo không nên chuẩn bị cho Giải quốc gia Nga 2021 chỉ còn cách đó hai tuần được tổ chức vào cuối tháng, khiến cô buộc phải rút khỏi Giải quốc gia. Tuy vậy, cô vẫn đủ khỏe để đến tham dự với tư cách khán giả và trình diễn gala.
Danh sách đội tuyển quốc gia cho mùa giải 2021–22 được công bố vào ngày 14 tháng Năm năm 2021. Medvedeva không được ghi tên trong đội tuyển.

### Mùa giải 2021–2022: Giải nghệ
Vào tháng Sáu, Medvedeva không được đăng ký thi đấu tại bất cứ giải đấu nào thuộc Hệ thống giải Grand Prix mùa giải 2021–22. Ngày 5 tháng Tám, Medvedeva tiết lộ ý định bỏ qua mùa giải này, qua đó từ bỏ khả năng tranh suất thi đấu tại Thế vận hội Olympic lần hai của cô. Ngày 1 tháng Mười hai năm 2021, Medvedeva tuyên bố cô quyết định giải nghệ khỏi thi đấu vì chấn thương lưng.

## Kỹ thuật trượt băng
Medvedeva thường nhảy với kỹ thuật giơ tay quá đầu được gọi là kiểu nhảy "Tano", do Brian Boitano làm thịnh hành bằng việc sử dụng nó trong cú Lutz của ông. Cô nhảy nhiều cú nhảy liên hợp kết thúc bằng cú 3T, ví dụ như 3F-3T, 3S-3T, 3Lo-3T và 2A-3T. Cô còn nổi tiếng với việc tập luyện nhảy nhiều cú liên hợp 3-3-3 và 3-3-3-3. Trong mùa giải 2016–2017, Medvedeva cũng thường xuyên sử dụng kỹ thuật nhảy "Rippon", kiểu nhảy với hai tay giơ quá đầu. Trong mùa giải 2018–19, Medvedeva cũng bắt đầu bỏ cú 3Lo vào đoạn kết của các cú liên hợp, ví dụ như 3S-3Lo. Khi tập luyện, cô cũng đã nhảy các cú 2A-3Lo, 3Lo-3Lo và 3F-3Lo. Cô cũng thường xuyên thực hiện động tác dang chân theo hình chữ I với tay bắt lấy chân và trượt vào chính giữa sân băng vào phần cuối của bài diễn.

## Các thỏa thuận hợp đồng
Medvedeva xuất hiện trên bìa của tờ Russian Tatler, số tháng Năm năm 2017, cũng như số tháng Bảy năm 2017 của tờ Elle Girl Nga, tháng Ba năm 2018 của tờ Top Beauty Russia. Cô đứng thứ 46 trong danh sách top 50 các vận động viên hoạt động thương mại nhiều nhất của tờ SportsPro. Cô cũng là vận động viên trượt băng nghệ thuật thứ hai được tờ tạp chí thể thao Anh này đề cập đến sau Yuna Kim vào năm 2013. Medvedeva cũng có tên trong danh sách Top 50 những vận động viên thống trị toàn ngành thể thao năm 2017 và đứng thứ 14 của tạp chí Business Insider cùng với 'Top 30 những người châu Âu dưới 30 tuổi' của Forbes về những người trẻ tuổi thành công nhất của châu Âu năm đó.
Medvedeva được tài trợ bởi John Wilson, công ty sản xuất lưỡi giày Gold Seal mà cô sử dụng, Edea, hãng giày cô đi, và Nike. Năm 2018, John Wilson gửi tặng cô một lưỡi giày vàng 24k màu hoa hồng khắc tên cô, được thiết kế bởi đồng nghiệp và bạn cô là Misha Ge. Các hợp đồng khác của cô bao gồm đại sứ thương hiệu cho Pantene vào năm 2018. Năm 2019, Medvedeva xuât hiện trong một quảng cáo truyền hình cho tựa game Nhật Bản Magia Record: Puella Magi Madoka Magica Gaiden vơi đồng đội Alina Zagitova. Cô cũng đã hợp tác với các hãng hàng Rivaland and Aniplex của Nhật. Tháng Hai năm 2021, Medvedeva trở thành đại sứ của Ozon, và sang tháng sau là Nestle. Thang Tư năm 2022, cô lên bìa tạp chí Maxim Russia dành cho đàn ông.

## Thành tích và kỷ lục
- Vận động viên đơn đầu tiên thắng 13 giải đấu liên tiếp dưới Hệ thống chấm điểm ISU.
- Nữ vận động viên vô địch Giải thế giới cấp độ trưởng thành ngay sau năm vô địch Giải thế giới cấp độ thiếu niên, vô địch tại Giải vô địch Thiếu niên thế giới 2015 và rồi tại Giải vô địch thế giới 2016.[11]
- Nữ vận động viên vô địch Giải thế giới cấp độ trưởng thành liên tiếp hai lần ngay sau năm vô địch Giải thế giới cấp độ thiếu niên, vô địch tại Giải vô địch Thiếu niên thế giới 2015 và rồi tại Giải vô địch thế giới 2016 và Giải vô địch thế giới 2017.

### Kỷ lục cũ
- Phá kỷ lục thế giới cho điểm số cao nhất trong bài thi ngắn đơn nữ cấp thiếu niên với số điểm 68.48 tại Giải vô địch Thiếu niên thế giới 2015.
- Giữ kỷ lục thế giới cho tổng điểm hai bài thi đơn nữ (241.31), phá kỷ lục của Yuna Kim. Chính Medvedeva sau đó cũng đã phá kỷ lục này 3 lần: Giải vô địch châu Âu 2017 (229.71), Giải vô địch thế giới 2017 (233.41), và Cúp đồng đội thế giới ISU 2017 (241.31).
- Giữ kỷ lục thế giới cho bài thi tự do đơn nữ (160.46) phá kỷ lục của Yuna Kim. Chính Medvedeva sau đó cũng đã phá kỷ lục này 4 lần: Giải vô địch thế giới 2016 (150.10), Giải vô địch châu Âu 2017 (150.79), Giải vô địch thế giới 2017 (154.40), và Cúp đồng đội thế giới ISU 2017 (160.46).
- Nữ vận động viên đầu tiên vượt qua số điểm 80 trong bài thi ngắn, đạt được tại Cúp đồng đội thế giới ISU 2017 (80.85).
- Nữ vận động viên đầu tiên vượt qua số điểm 160 trong bài thi tự do, đạt được tại Cúp đồng đội thế giới ISU 2017 (160.46).
- Nữ vận động viên đầu tiên vượt qua số điểm 230 cho điểm tổng, đạt được tại Giải vô địch thế giới 2017 (233.41).
- Nữ vận động viên đầu tiên vượt qua số điểm 240 cho điểm tổng, đạt được tại Cúp đồng đội thế giới ISU 2017 (241.31).

## Danh sách kỷ lục cũ thuộc về Medvedeva

### Điểm kỷ lục thế giới cũ
Lưu ý: Vì hệ thống điểm thưởng GOE (Grade of Execution) +5 / -5 được giới thiệu để thay thế cho hệ thốnhgg GOE +3 / -3 cũ, Liên đoàn Trượt băng Thế giới quyêt định mọi số liệu thống kê sẽ được khởi động lại từ con số 0 từ mùa giải 2018–19 trở đi và mọi số liệu trước đó sẽ được tính là kỷ lục cũ.
Medvedeva đã phá kỷ lục thế giới tới 13 lần trước mùa giải 2018–19.
| Kỷ lục điểm tổng                        | Kỷ lục điểm tổng | Kỷ lục điểm tổng                              | Kỷ lục điểm tổng |
| Ngày                                    | Số điểm          | Giải đấu                                      | Ghi chú |
| --------------------------------------- | ---------------- | --------------------------------------------- | --- |
| 22/4/2017                               | 241.31           | Cúp đồng đội thế giới ISU 2017                | Kỷ lục cũ. Medvedeva trở thành nữ vận động viên đầu tiên và duy nhất vượt qua số điểm 240 cho điểm tổng trước mùa giải 2018–19.          |
| 31/3/2017                               | 233.41           | Giải vô địch thế giới 2017                    | Medvedeva trở thành nữ vận động viên đầu tiên vượt qua số điểm 230.                                                                      |
| 27/1/2017                               | 229.71           | Giải vô địch châu Âu 2017                     | Medvedeva phá vỡ kỷ lục của Yuna Kim được ghi nhận từ tháng Hai năm 2010.                                                                |
| Kỷ lục điểm bài thi ngắn                |                  |                                               | |
| Ngày                                    | Số điểm          | Giải đấu                                      | Ghi chú |
| 21/2/2018                               | 81.61            | Thế vận hội Mùa đông 2018                     | Kỷ lục cũ Bị Alina Zagitova phá sau đó 20 phút tại cùng giải đấu.                                                                        |
| 11/2/2018                               | 81.06            | Thế vận hội Mùa đông 2018 - Nội dung đồng đội | Lưu ý: Kết qua thi đồng đội không được lưu trữ trên trang dữ liệu của ISU.                                                               |
| 20/4/2017                               | 80.85            | Cúp đồng đội thế giới ISU 2017                | Medvedeva trở thành nữ vận động viên đầu tiên vượt qua số điểm 80.                                                                       |
| 9/12/2016                               | 79.21            | Chung kết Grand Prix mùa giải 2016–17         | Medvedeva phá vỡ kỷ lục của Mao Asada được ghi nhận từ tháng Ba năm 2014.                                                                |
| Kỷ lục điểm bài thi tự do               |                  |                                               | |
| Ngày                                    | Số điểm          | Giải đấu                                      | Ghi chú |
| 22/4/2017                               | 160.46           | Cúp đồng đội thế giới ISU 2017                | Kỷ lục cũ. Medvedeva trở thành nữ vận động viên đầu tiên và duy nhất vượt qua số điểm 160 cho điểm bài thi tự do trước mùa giải 2018–19. |
| 31/3/2017                               | 154.40           | Giải vô địch thế giới 2017                    | |
| 27/1/2017                               | 150.79           | Giải vô địch châu Âu 2017                     | |
| 2/4/2016                                | 150.10           | Giải vô địch thế giới 2016                    | Medvedeva phá vỡ kỷ lục của Yuna Kim được ghi nhận từ tháng Hai năm 2010.                                                                |
| Kỷ lục điểm bài thi ngắn câp thiếu niên |                  |                                               | |
| Ngày                                    | Số điểm          | Giải đấu                                      | Ghi chú |
| 7/3/2015                                | 68.48            | Giải vô địch Thiếu niên thế giới 2015         | |
| 13/12/2014                              | 67.09            | Chung kết Grand Prix Thiếu niên 2014–15       | |

### Điểm cao nhất của Medvedeva dưới hệ thống cũ
| Kỷ lục điểm tổng          | Kỷ lục điểm tổng                            | Kỷ lục điểm tổng                              | Kỷ lục điểm tổng |
| Thứ hạng mọi thời đại     | Số điểm                                     | Giải đấu                                      | Ghi chú |
| ------------------------- | ------------------------------------------- | --------------------------------------------- | --- |
| 1                         | 241.31                                      | Cúp đồng đội thế giới ISU 2017                | Điểm cao nhất dưới hệ thống cũ. Medvedeva là nữ vận động viên duy nhất vượt qua số điểm 240 cho điểm tổng. Cô đã vượt qua số điểm 220 tới 13 lần, 5 lần vượt qua 230 điểm và một lần qua ngưỡng 240. 10/15 số điểm tổng cao nhất mọi thời đại dưới hệ thống cũ thuộc về Medvedeva.                                                                                       |
| (2)                       | (Alina Zagitova 239.57)                     | (Alina Zagitova 239.57)                       | Điểm cao nhất dưới hệ thống cũ. Medvedeva là nữ vận động viên duy nhất vượt qua số điểm 240 cho điểm tổng. Cô đã vượt qua số điểm 220 tới 13 lần, 5 lần vượt qua 230 điểm và một lần qua ngưỡng 240. 10/15 số điểm tổng cao nhất mọi thời đại dưới hệ thống cũ thuộc về Medvedeva.                                                                                       |
| 3                         | 238.26                                      | Thế vận hội Mùa đông 2018                     | Điểm cao nhất dưới hệ thống cũ. Medvedeva là nữ vận động viên duy nhất vượt qua số điểm 240 cho điểm tổng. Cô đã vượt qua số điểm 220 tới 13 lần, 5 lần vượt qua 230 điểm và một lần qua ngưỡng 240. 10/15 số điểm tổng cao nhất mọi thời đại dưới hệ thống cũ thuộc về Medvedeva.                                                                                       |
| (4)                       | (Alina Zagitova 238.24)                     | (Alina Zagitova 238.24)                       | Điểm cao nhất dưới hệ thống cũ. Medvedeva là nữ vận động viên duy nhất vượt qua số điểm 240 cho điểm tổng. Cô đã vượt qua số điểm 220 tới 13 lần, 5 lần vượt qua 230 điểm và một lần qua ngưỡng 240. 10/15 số điểm tổng cao nhất mọi thời đại dưới hệ thống cũ thuộc về Medvedeva.                                                                                       |
| 5                         | 233.41                                      | Giải vô địch thế giới 2017                    | Điểm cao nhất dưới hệ thống cũ. Medvedeva là nữ vận động viên duy nhất vượt qua số điểm 240 cho điểm tổng. Cô đã vượt qua số điểm 220 tới 13 lần, 5 lần vượt qua 230 điểm và một lần qua ngưỡng 240. 10/15 số điểm tổng cao nhất mọi thời đại dưới hệ thống cũ thuộc về Medvedeva.                                                                                       |
| 6                         | 232.86                                      | Giải vô địch châu Âu 2018                     | Điểm cao nhất dưới hệ thống cũ. Medvedeva là nữ vận động viên duy nhất vượt qua số điểm 240 cho điểm tổng. Cô đã vượt qua số điểm 220 tới 13 lần, 5 lần vượt qua 230 điểm và một lần qua ngưỡng 240. 10/15 số điểm tổng cao nhất mọi thời đại dưới hệ thống cũ thuộc về Medvedeva.                                                                                       |
| 7                         | 231.21                                      | Cúp Rostelecom 2017                           | Điểm cao nhất dưới hệ thống cũ. Medvedeva là nữ vận động viên duy nhất vượt qua số điểm 240 cho điểm tổng. Cô đã vượt qua số điểm 220 tới 13 lần, 5 lần vượt qua 230 điểm và một lần qua ngưỡng 240. 10/15 số điểm tổng cao nhất mọi thời đại dưới hệ thống cũ thuộc về Medvedeva.                                                                                       |
| Kỷ lục điểm bài thi ngắn  |                                             |                                               | |
| Thứ hạng mọi thời đại     | Số điểm                                     | Giải đấu                                      | Ghi chú |
| (1)                       | (Alina Zagitova 82.92)                      | (Alina Zagitova 82.92)                        | Điểm cao nhất dưới hệ thống cũ. Medvedeva đã vượt qua số điểm 78 tới 11 lần và 5 lần vượt qua 80 điểm trong bài thi ngắn. 9/11 số điểm bài thi ngắn cao nhất mọi thời đại dưới hệ thống cũ thuộc về Medvedeva. Cô là vận động viên đầu tiên vượt qua số điểm 80 trong bài thi ngắn tại đấu trường quốc tế.                                                               |
| 2                         | 81.61                                       | Thế vận hội Mùa đông 2018                     | Điểm cao nhất dưới hệ thống cũ. Medvedeva đã vượt qua số điểm 78 tới 11 lần và 5 lần vượt qua 80 điểm trong bài thi ngắn. 9/11 số điểm bài thi ngắn cao nhất mọi thời đại dưới hệ thống cũ thuộc về Medvedeva. Cô là vận động viên đầu tiên vượt qua số điểm 80 trong bài thi ngắn tại đấu trường quốc tế.                                                               |
| 3                         | 81.06                                       | Thế vận hội Mùa đông 2018 - Nội dung đồng đội | Điểm cao nhất dưới hệ thống cũ. Medvedeva đã vượt qua số điểm 78 tới 11 lần và 5 lần vượt qua 80 điểm trong bài thi ngắn. 9/11 số điểm bài thi ngắn cao nhất mọi thời đại dưới hệ thống cũ thuộc về Medvedeva. Cô là vận động viên đầu tiên vượt qua số điểm 80 trong bài thi ngắn tại đấu trường quốc tế.                                                               |
| 4                         | 80.85                                       | Cúp đồng đội thế giới ISU 2017                | Điểm cao nhất dưới hệ thống cũ. Medvedeva đã vượt qua số điểm 78 tới 11 lần và 5 lần vượt qua 80 điểm trong bài thi ngắn. 9/11 số điểm bài thi ngắn cao nhất mọi thời đại dưới hệ thống cũ thuộc về Medvedeva. Cô là vận động viên đầu tiên vượt qua số điểm 80 trong bài thi ngắn tại đấu trường quốc tế.                                                               |
| 5                         | 80.75                                       | Cúp Rostelecom 2017                           | Điểm cao nhất dưới hệ thống cũ. Medvedeva đã vượt qua số điểm 78 tới 11 lần và 5 lần vượt qua 80 điểm trong bài thi ngắn. 9/11 số điểm bài thi ngắn cao nhất mọi thời đại dưới hệ thống cũ thuộc về Medvedeva. Cô là vận động viên đầu tiên vượt qua số điểm 80 trong bài thi ngắn tại đấu trường quốc tế.                                                               |
| (6)                       | (Alina Zagitova and Carolina Kostner 80.27) | (Alina Zagitova and Carolina Kostner 80.27)   | Điểm cao nhất dưới hệ thống cũ. Medvedeva đã vượt qua số điểm 78 tới 11 lần và 5 lần vượt qua 80 điểm trong bài thi ngắn. 9/11 số điểm bài thi ngắn cao nhất mọi thời đại dưới hệ thống cũ thuộc về Medvedeva. Cô là vận động viên đầu tiên vượt qua số điểm 80 trong bài thi ngắn tại đấu trường quốc tế.                                                               |
| 8                         | 80.00                                       | CS Cúp Ondrej Nepela 2017                     | Điểm cao nhất dưới hệ thống cũ. Medvedeva đã vượt qua số điểm 78 tới 11 lần và 5 lần vượt qua 80 điểm trong bài thi ngắn. 9/11 số điểm bài thi ngắn cao nhất mọi thời đại dưới hệ thống cũ thuộc về Medvedeva. Cô là vận động viên đầu tiên vượt qua số điểm 80 trong bài thi ngắn tại đấu trường quốc tế.                                                               |
| Kỷ lục điểm bài thi tự do |                                             |                                               | |
| Thứ hạng mọi thời đại     | Số điểm                                     | Giải đấu                                      | Ghi chú |
| 1                         | 160.46                                      | Cúp đồng đội thế giới ISU 2017                | Điểm cao nhất dưới hệ thống cũ. Medvedeva là nữ vận động viên đầu tiên vượt qua số điểm 160 trong bài thi tự do. Cô đã vượt qua số điểm 146 tới 10 lần, 7 lần vượt qua 150 điểm và một lần qua ngưỡng 160. 6/12 số điểm bài thi ngắn cao nhất mọi thời đại dưới hệ thống cũ thuộc về Medvedeva. 10/15 số điểm cao nhất mọi thời đại dưới hệ thống cũ thuộc về Medvedeva. |
| (2)                       | (Alina Zagitova 158.08)                     | (Alina Zagitova 158.08)                       | Điểm cao nhất dưới hệ thống cũ. Medvedeva là nữ vận động viên đầu tiên vượt qua số điểm 160 trong bài thi tự do. Cô đã vượt qua số điểm 146 tới 10 lần, 7 lần vượt qua 150 điểm và một lần qua ngưỡng 160. 6/12 số điểm bài thi ngắn cao nhất mọi thời đại dưới hệ thống cũ thuộc về Medvedeva. 10/15 số điểm cao nhất mọi thời đại dưới hệ thống cũ thuộc về Medvedeva. |
| (3)                       | (Alina Zagitova 157.97)                     | (Alina Zagitova 157.97)                       | Điểm cao nhất dưới hệ thống cũ. Medvedeva là nữ vận động viên đầu tiên vượt qua số điểm 160 trong bài thi tự do. Cô đã vượt qua số điểm 146 tới 10 lần, 7 lần vượt qua 150 điểm và một lần qua ngưỡng 160. 6/12 số điểm bài thi ngắn cao nhất mọi thời đại dưới hệ thống cũ thuộc về Medvedeva. 10/15 số điểm cao nhất mọi thời đại dưới hệ thống cũ thuộc về Medvedeva. |
| 4                         | 156.65                                      | Thế vận hội Mùa đông 2018                     | Điểm cao nhất dưới hệ thống cũ. Medvedeva là nữ vận động viên đầu tiên vượt qua số điểm 160 trong bài thi tự do. Cô đã vượt qua số điểm 146 tới 10 lần, 7 lần vượt qua 150 điểm và một lần qua ngưỡng 160. 6/12 số điểm bài thi ngắn cao nhất mọi thời đại dưới hệ thống cũ thuộc về Medvedeva. 10/15 số điểm cao nhất mọi thời đại dưới hệ thống cũ thuộc về Medvedeva. |
| 4                         | (Alina Zagitova 156.65)                     |                                               | Điểm cao nhất dưới hệ thống cũ. Medvedeva là nữ vận động viên đầu tiên vượt qua số điểm 160 trong bài thi tự do. Cô đã vượt qua số điểm 146 tới 10 lần, 7 lần vượt qua 150 điểm và một lần qua ngưỡng 160. 6/12 số điểm bài thi ngắn cao nhất mọi thời đại dưới hệ thống cũ thuộc về Medvedeva. 10/15 số điểm cao nhất mọi thời đại dưới hệ thống cũ thuộc về Medvedeva. |
| 6                         | 154.40                                      | Giải vô địch thế giới 2017                    | Điểm cao nhất dưới hệ thống cũ. Medvedeva là nữ vận động viên đầu tiên vượt qua số điểm 160 trong bài thi tự do. Cô đã vượt qua số điểm 146 tới 10 lần, 7 lần vượt qua 150 điểm và một lần qua ngưỡng 160. 6/12 số điểm bài thi ngắn cao nhất mọi thời đại dưới hệ thống cũ thuộc về Medvedeva. 10/15 số điểm cao nhất mọi thời đại dưới hệ thống cũ thuộc về Medvedeva. |
| 7                         | 154.29                                      | Giải vô địch châu Âu 2018                     | Điểm cao nhất dưới hệ thống cũ. Medvedeva là nữ vận động viên đầu tiên vượt qua số điểm 160 trong bài thi tự do. Cô đã vượt qua số điểm 146 tới 10 lần, 7 lần vượt qua 150 điểm và một lần qua ngưỡng 160. 6/12 số điểm bài thi ngắn cao nhất mọi thời đại dưới hệ thống cũ thuộc về Medvedeva. 10/15 số điểm cao nhất mọi thời đại dưới hệ thống cũ thuộc về Medvedeva. |

## Bài thi

### Sau năm 2021
| Mùa giải  | Gala |
| --------- | --- |
| 2021–2022 | - Grazie biểu diễn bởi Hibla Gerzmava biên đạo bởi Ilia Averbukh - Carmen sáng tác bởi Georges Bizet - Your Love biểu diễn bởi Dimash Kudaibergen - Alegría (từ Cirque du Soleil) sáng tác bởi René Dupéré biên đạo bởi Shae-Lynn Bourne - Memoirs of a Geisha sáng tác bởi John Williams biên đạo bởi Shae-Lynn Bourne |

### Trước năm 2021
| Mùa giải  | Bài thi ngắn | Bài thi tự do | Gala |
| --------- | --- | --- | --- |
| 2020–2021 | - Masquerade sáng tác bởi Aram Khachaturian biên đạo bởi Jeffrey Buttle | - Vai Vedrai - Alegría - Jeux d'enfants (từ Cirque du Soleil) sáng tác bởi René Dupéré biên đạo bởi Shae-Lynn Bourne | - Echo of Love sáng tác bởi Anna German biên đạo bởi Eteri Tutberidze - Kometa sáng tác bởi JONY biên đạo bởi Ilia Averbukh |
| 2019–2020 | - Exogenesis: Symphony Part 3 (Redemption) biểu diễn bởi Muse biên đạo bởi Ilia Averbukh và Jeffrey Buttle                                                                      | - The Chairman's Waltz - Going to School - Sayuri's Theme - Becoming a Geisha (nhạc phim Hồi ức của một Geisha) sáng tác bởi John Williams biên đạo bởi Shae-Lynn Bourne | - idontwannabeyouanymore biểu diễn bởi Billie Eilish biên đạo bởi Joey Russell - The Windmills of Your Mind sáng tác bởi Michel Legrand biểu diễn bởi All Angels - Beautiful Mess biểu diễn bởi Kristian Kostov tự biên đạo |
| 2018–2019 | - E lucevan le stelle (từ vở Tosca, sáng tác bởi Giacomo Puccini) biên đạo bởi Misha Ge - Orange Colored Sky biểu diễn bởi Natalie Cole sáng tác bởi David Wilson, Sandra Bezic | - Mumuki - Regreso al amor (nhạc phim Sur) - Libertango sáng tác bởi Astor Piazzolla biểu diễn bởi Yo-Yo Ma biên đạo bởi David Wilson | - Faith biểu diễn bởi May J. biên đạo bởi Stéphane Lambiel - Million Roses sáng tác bởi Raimonds Pauls biểu diễn bởi Alla Pugacheva biên đạo bởi Shae-Lynn Bourne - 7 Rings biểu diễn bởi Ariana Grande biên đạo bởi Misha Ge - Experience sáng tác bởi Ludovico Einaudi tự biên đạo - Beautiful Mess biểu diễn bởi Kristian Kostov tự biên đạo - The Windmills of Your Mind sáng tác bởi Michel Legrand biểu diễn bởi All Angels                                                          |
| 2017–2018 | - Nocturne in C-sharp minor, Op. posth. sáng tác bởi Frédéric Chopin biểu diễn bởi Joshua Bell biên đạo bởi Ilia Averbukh                                                       | - Overture - Dance with Me - I Understood Something - Too Late (nhạc phim Anna Karenina) sáng tác bởi Dario Marianelli biên đạo bởi Daniil Gleichengauz - January Stars sáng tác bởi George Winston - Divenire sáng tác bởi Ludovico Einaudi - The Departure (Lullaby) - Dona Nobis Pacem 2 (nhạc phim The Leftovers) sáng tác bởi Max Richter | - Experience sáng tác bởi Ludovico Einaudi tự biên đạo - Beautiful sáng tác bởi Linda Perry biểu diễn bởi Christina Aguilera - Cuckoo (nhạc phim Battle for Sevastopol) sáng tác bởi Viktor Tsoi biểu diễn bởi Polina Gagarina biên đạo bởi Eteri Tutberidze - Méditation (Thaïs) biểu diễn bởi Vladimir Spivakov, Sergei Bezrodny - Overture - Dance with Me - I Understood Something - Too Late (nhạc phim Anna Karenina) sáng tác bởi Dario Marianelli biên đạo bởi Daniil Gleichengauz |
| 2016–2017 | - River Flows in You sáng tác bởi Yiruma - The Winter sáng tác bởi Balmorhea biên đạo bởi Ilia Averbukh                                                                         | - Extremely Loud and Incredibly Close - Piano Lesson with Grandma (nhạc phim Extremely Loud and Incredibly Close) sáng tác bởi Alexandre Desplat - Flying sáng tác bởi Dan Cullen biên đạo bởi Daniil Gleichengauz và Ilia Averbukh | - Méditation (Thaïs) biểu diễn bởi Vladimir Spivakov, Sergei Bezrodny - Mamarl sáng tác bởi Patax biên đạo bởi David Wilson - Paroles, paroles biểu diễn bởi Dalida và Alain Delon - Moi je joue biểu diễn bởi Brigitte Bardot biên đạo bởi Daniil Gleichengauz - Vogue biểu diễn bởi Madonna biên đạo bởi Daniil Gleichengauz - Moonlight Densetsu từ phim anime Sailor Moon biên đạo bởi Daniil Gleichengauz                                                                             |
| 2015–2016 | - Melodies of the White Night sáng tác bởi Isaac Schwartz biên đạo bởi Alexander Zhulin                                                                                         | - Dance for Me Wallis (nhạc phim W.E.) sáng tác bởi Abel Korzeniowski - Allegro sáng tác bởi René Aubry - Charms (nhạc phim W.E.) sáng tác bởi Abel Korzeniowski biên đạo bởi Ilia Averbukh và Igor Strelkin | - You Raise Me Up biểu diễn bởi Celtic Women - Ostanus biểu diễn bởi Gorod 312 - Tore My Heart biểu diễn bởi Oona Garthwaite - Rama Lama (Bang Bang) biểu diễn bởi Róisín Murphy - Stayin' Alive biểu diễn bởi Bee Gees |
| 2014–2015 | - The Umbrellas of Cherbourg sáng tác bởi Michel Legrand biên đạo bởi Alexander Zhulin                                                                                          | - Ein Sommernachtstraum sáng tác bởi Hans Günter Wagener - Tango Tschak sáng tác bởi Hugues Le Bars biên đạo bởi Eteri Tutberidze | - Stayin' Alive biểu diễn bởi Bee Gees - Non, je ne regrette rien biểu diễn bởi Édith Piaf |
| 2013–2014 | - Ballet Russe biểu diễn bởi Frank Mills sáng tác bởi Eteri Tutberidze | - Nocturne (từ phim La califfa) sáng tác bởi Ennio Morricone - Never Gonna Miss You biểu diễn bởi nhiều nghệ sĩ biên đạo bởi Eteri Tutberidze | - Russian Gypsy Music |
| 2012–2013 | - James Bond Theme biên đạo bởi Eteri Tutberidze | - Na Katere - Gramofon sáng tác bởi Eugen Doga biên đạo bởi Eteri Tutberidze | |
| 2011–2012 | - Rich Man's Frug sáng tác bởi Cy Coleman biên đạo bởi Eteri Tutberidze | - Na Katere - Gramofon sáng tác bởi Eugen Doga biên đạo bởi Eteri Tutberidze | |
| 2010–2011 | - Medley sáng tác bởi Charlie Chaplin biên đạo bởi Eteri Tutberidze | - Tsyganochka (tiếng Nga: Цыганочка) - Ekh raz, eshche raz (tiếng Nga: Эх раз, ещё раз) biên đạo bởi Eteri Tutberidze | |
| 2009–2010 | - Für Elise sáng tác bởi Ludwig van Beethoven biên đạo bởi Eteri Tutberidze | - Memory (từ nhạc kịch Cats) sáng tác bởi Andrew Lloyd Webber biên đạo bởi Eteri Tutberidze | |

## Bảng tóm tắt thành tích
GP: Grand Prix; CS: Challenger Series; JGP: Junior Grand Prix.
| Quốc tế | Quốc tế | Quốc tế | Quốc tế | Quốc tế | Quốc tế | Quốc tế | Quốc tế | Quốc tế |
| Giải đấu | 13–14   | 14–15   | 15–16   | 16–17   | 17–18   | 18–19   | 19–20   | 20–21   |
| --- | ------- | ------- | ------- | ------- | ------- | ------- | ------- | ------- |
| Olympics |         |         |         |         | 2       |         |         |         |
| Vô địch thế giới |         |         | 1       | 1       | WD      | 3       |         |         |
| Giải vô địch châu Âu                                                                                                 |         |         | 1       | 1       | 2       |         |         |         |
| GP Final |         |         | 1       | 1       | WD      |         |         |         |
| GP Skate America |         |         | 1       |         |         |         |         |         |
| GP Skate Canada |         |         |         | 1       |         | 3       | 4       |         |
| GP Pháp |         |         |         | 1       |         | 4       |         |         |
| GP Cúp Rostelecom |         |         | 2       |         | 1       |         | 2       | WD      |
| GP Cúp NHK |         |         |         |         | 1       |         |         |         |
| CS Autumn Classic |         |         |         |         |         | 2       | 2       |         |
| CS Ondrej Nepela |         |         | 1       |         | 1       |         |         |         |
| Cúp Thượng Hải |         |         |         |         |         |         | 1       |         |
| Quốc tế: Thiếu niên                                                                                                  |         |         |         |         |         |         |         |         |
| Thiếu niên thế giới                                                                                                  | 3       | 1       |         |         |         |         |         |         |
| JGP Final | 3       | 1       |         |         |         |         |         |         |
| JGP Cộng hòa Séc |         | 1       |         |         |         |         |         |         |
| JGP Pháp |         | 1       |         |         |         |         |         |         |
| JGP Latvia | 1       |         |         |         |         |         |         |         |
| JGP Ba Lan | 1       |         |         |         |         |         |         |         |
| Ice Star | 1       |         |         |         |         |         |         |         |
| Nội địa |         |         |         |         |         |         |         |         |
| Giải vô địch quốc gia Nga.                                                                                           | 7       | 3       | 1       | 1       | WD      | 7       | WD      | WD      |
| Giải vô địch quốc gia thiếu niên Nga.                                                                                | 4       | 1       |         |         |         |         |         |         |
| Chung kết Cúp Nga | 2       |         |         |         |         | 1       |         |         |
| Đồng đội |         |         |         |         |         |         |         |         |
| Olympics |         |         |         |         | 2 T 1 P |         |         |         |
| Cúp đồng đội thế giới ISU                                                                                            |         |         |         | 2 T 1 P |         |         |         |         |
| Cúp Đồng đội |         |         | 2 T 1 P |         |         |         |         |         |
| Giải Nhật Mở rộng |         |         |         | 2 T 1 P | 1 T 1 P |         |         |         |
| J = Thiếu niên; TBD = Sẽ thi đấu; WD = Rút lui T = Kết quả đồng đội; P: Kết quả cá nhân. Huy chương trao cho cả đội. |         |         |         |         |         |         |         |         |

### Trước khi thi quốc tế
| Nội địa                               | Nội địa | Nội địa | Nội địa |
| Giải đấu                              | 10–11   | 11–12   | 12–13   |
| ------------------------------------- | ------- | ------- | ------- |
| Giải vô địch quốc gia Nga.            |         | 8th     |         |
| Giải vô địch quốc gia thiếu niên Nga. | 12th    | 6th     | 4th     |
| Chung kết Cúp Nga                     | 2nd J   | 2nd J   |         |
| J = Thiếu niên                        |         |         |         |

## Kết quả chi tiết
Các tiểu huy chuơng cho bài thi ngắn và bài thi tự do chỉ được trao tại các giải đấu ISU. Huy chuơng được trao cho cả đội tại nội dung đồng đội.

### Cấp độ trưởng thành
Điểm cao nhất dưới hệ thống chấm điểm cũ được in đậm. Kỷ lục thế giới dưới hệ thống cũ được in đậm kèm theo dấu *. Điểm cá nhân cao nhất vào thời điểm hiện tại được in nghiêng.
*WD = Rút lui; SP = bài thi ngắn; FS = bài thi tự do; T = Kết quả đồng đội; P = Kết quả cá nhân
| Mùa giải 2019–20   | Mùa giải 2019–20                             | Mùa giải 2019–20 | Mùa giải 2019–20 | Mùa giải 2019–20 |
| Ngày thi           | Giải đấu                                     | SP               | FS               | Tổng             |
| ------------------ | -------------------------------------------- | ---------------- | ---------------- | ---------------- |
| 24–29/12/2019      | Giải quốc gia Nga 2020                       | 5 71.08          | WD               | WD               |
| 15–17/12/2019      | Cúp Rostelecom 2019                          | 1 76.93          | 2 148.83         | 2 225.76         |
| 25–27/10/2019      | Skate Canada International 2019              | 6 62.89          | 3 146.73         | 5 209.62         |
| 3–5/10/2019        | Cúp Thượng Hải 2019                          | 1 72.16          | 2 119.62         | 1 191.78         |
| 12–14/10/2019      | CS Autumn Classic International 2019         | 2 75.14          | 2 142.29         | 2 217.43         |
| Mùa giải 2018–19   |                                              |                  |                  |                  |
| Ngày thi           | Giải đấu                                     | SP               | FS               | Tổng             |
| 18–24/3/2019       | Giải vô địch thế giới 2019                   | 4 74.23          | 3 149.57         | 3 223.80         |
| 18–22/2/2019       | Cúp Chung kết Nga 2019 thi nội địa           | 1 76.89          | 2 146.01         | 1 222.90         |
| 19–23/12/2018      | Giải quốc gia Nga 2019                       | 14 62.24         | 4 143.66         | 7 205.90         |
| 23–25/11/2018      | Internationaux de France 2018                | 3 67.55          | 5 125.26         | 4 192.81         |
| 26–28/10/2018      | Skate Canada International 2018              | 7 60.83          | 1 137.08         | 3 197.91         |
| 20–22/9/2018       | CS Autumn Classic International 2018         | 1 70.98          | 2 133.91         | 2 204.89         |
| Mùa giải 2017–18   |                                              |                  |                  |                  |
| Ngày thi           | Giải đấu                                     | SP               | FS               | Tổng             |
| 14–25/2/2018       | Thế vận hội Mùa đông 2018                    | 2 81.61          | 1 156.65         | 2 238.26         |
| 9–12 February 2018 | Thế vận hội Olympic 2018 (nội dung đồng đội) | 1 81.06          | –                | 2T               |
| 15–21/1/2018       | Giải vô địch châu Âu 2018                    | 2 78.57          | 2 154.29         | 2 232.86         |
| 10–12/11/2017      | Cúp NHK 2017                                 | 1 79.99          | 1 144.40         | 1 224.39         |
| 20–22/10/2017      | Cúp Rostelecom 2017                          | 1 80.75          | 1 150.46         | 1 231.21         |
| 7/10/2017          | Giải Nhật Mở rộng 2017                       | –                | 1 152.08         | 1T               |
| 21–23/9/2017       | CS Cúp Ondrej Nepela 2017                    | 1 80.00          | 1 146.72         | 1 226.72         |
| Mùa giải 2016–17   |                                              |                  |                  |                  |
| Ngày thi           | Giải đấu                                     | SP               | FS               | Tổng             |
| 20–23/4/2017       | Cúp đồng đội thế giới ISU 2017               | 1 80.85          | 1 160.46*        | 2T/1P 241.31*    |
| 29/3 – 2/4/2017    | Giải vô địch thế giới 2017                   | 1 79.01          | 1 154.40         | 1 233.41         |
| 25–29/1/2017       | Giải vô địch châu Âu 2017                    | 1 78.92          | 1 150.79         | 1 229.71         |
| 20–26/12/2016      | Giải quốc gia Nga 2017                       | 1 80.08          | 1 153.49         | 1 233.57         |
| 8–11/12/2016       | Chung kết Grand Prix 2016–17                 | 1 79.21          | 1 148.45         | 1 227.66         |
| 11–13/11/2016      | Cúp Pháp 2016                                | 1 78.52          | 1 143.02         | 1 221.54         |
| 28–30 October 2016 | Skate Canada International 2016              | 1 76.24          | 1 144.41         | 1 220.65         |
| 1 October 2016     | Giải Nhật Mở rộng 2016                       | –                | 1 147.07         | 2T               |
| Mùa giải 2015–16   |                                              |                  |                  |                  |
| Ngày thi           | Giải đấu                                     | SP               | FS               | Tổng             |
| 22–24/4/2016       | Cúp Đồng đội 2016                            | 1 77.56          | 1 151.55         | 2T/1P            |
| 28/3 – 3/4/2016    | Giải vô địch thế giới 2016                   | 3 73.76          | 1 150.10         | 1 223.86         |
| 26–31/1/2016       | Giải vô địch châu Âu 2016                    | 1 72.55          | 1 142.90         | 1 215.45         |
| 22–27/12/2015      | Giải quốc gia Nga 2016                       | 1 79.44          | 1 155.44         | 1 234.88         |
| 10–13/12/2015      | Chung kết Grand Prix 2015–16                 | 1 74.58          | 1 147.96         | 1 222.54         |
| 20–22/11/2015      | Cúp Rostelecom 2015                          | 3 67.03          | 1 139.73         | 2 206.76         |
| 23–25/10/2015      | Skate America 2015                           | 1 70.92          | 2 135.09         | 1 206.01         |
| 1–3/10/2015        | CS Cúp Ondrej Nepela 2015                    | 1 63.68          | 2 120.26         | 1 183.94         |

### Cấp độ thiếu niên

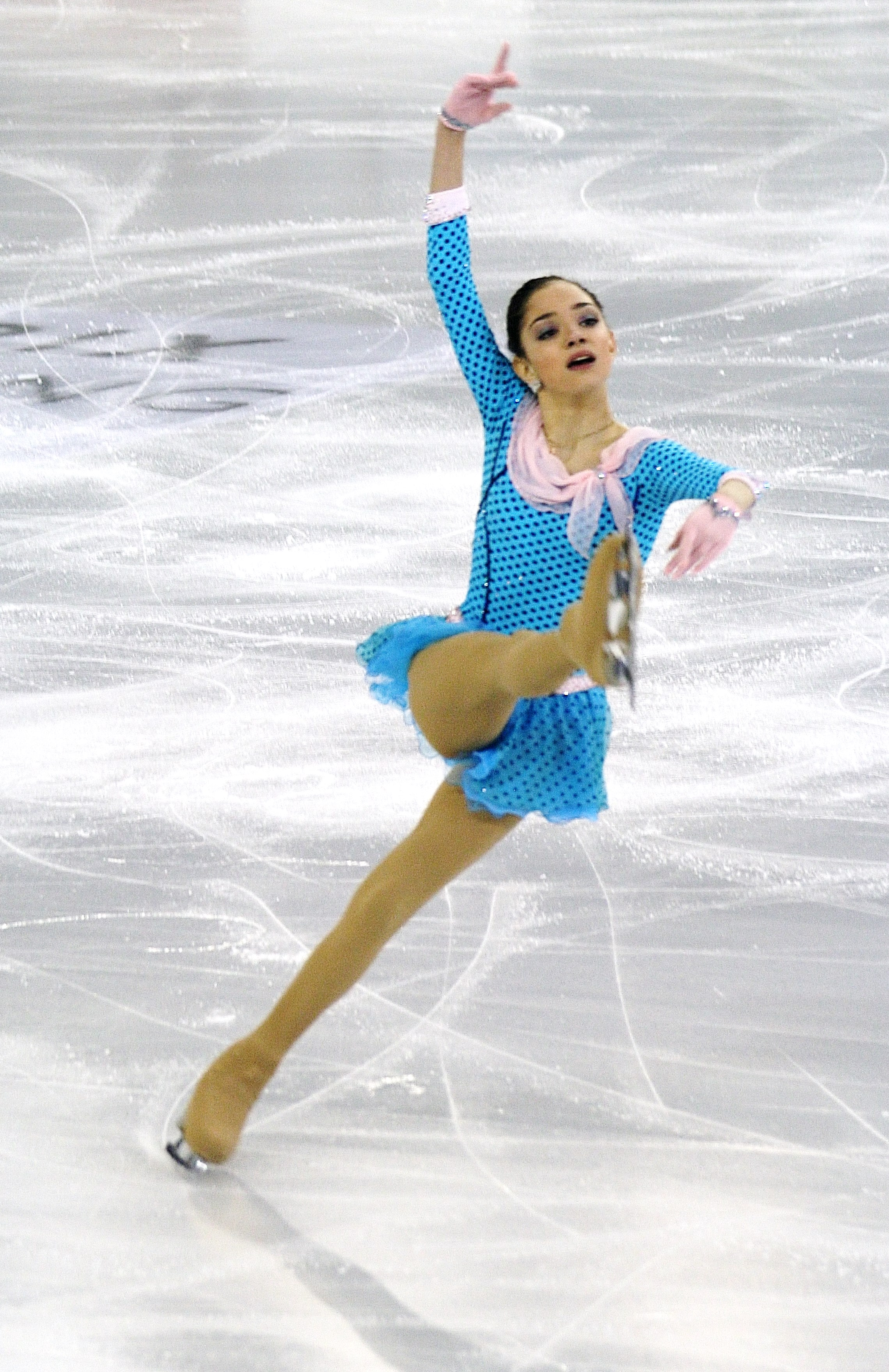
Medvedeva tại Chung kết Grand Prix Thiếu niên 2014–15

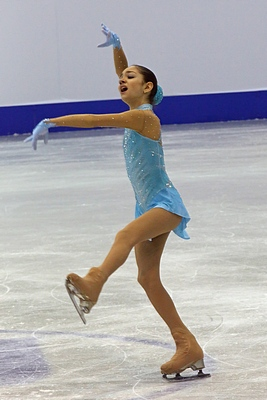
Evgenia Medvedeva thi đấu tại Giải vô địch Thiếu niên thế giới

Kỷ lục thế giới cũ dưới hệ thống chấm điểm cũ được in đậm. Điểm cá nhân cao nhất được in nghiêng.
| Mùa giải 2014–15 | Mùa giải 2014–15                        | Mùa giải 2014–15 | Mùa giải 2014–15 | Mùa giải 2014–15 | Mùa giải 2014–15 |
| Ngày thi         | Giải đấu                                | Cấp độ           | SP               | FS               | Tổng             |
| ---------------- | --------------------------------------- | ---------------- | ---------------- | ---------------- | ---------------- |
| 2–8/3/2015       | Giải vô địch Thiếu niên thế giới 2015   | Thiếu niên       | 1 68.48          | 1 124.49         | 1 192.97         |
| 4–7/2/2015       | Giải Thiếu niên quốc gia Nga 2015       | Thiếu niên       | 1 70.95          | 1 134.10         | 1 205.05         |
| 24–28/12/2014    | Giải quốc gia Nga 2015                  | Trưởng thành     | 3 72.57          | 3 137.24         | 3 209.81         |
| 11–14/12/2014    | Chung kết Grand Prix Thiếu niên 2014–15 | Thiếu niên       | 1 67.09          | 1 123.80         | 1 190.89         |
| 3–7/9/2014       | JGP Cộng hòa Séc 2014                   | Thiếu niên       | 2 55.92          | 2 115.20         | 1 171.12         |
| 20–24/8/2014     | JGP Pháp 2014                           | Thiếu niên       | 1 61.12          | 1 118.43         | 1 179.55         |
| Mùa giải 2013–14 |                                         |                  |                  |                  |                  |
| Ngày thi         | Giải đấu                                | Cấp độ           | SP               | FS               | Tổng             |
| 10–16/3/2014     | Giải vô địch Thiếu niên thế giới 2014   | Thiếu niên       | 3 63.72          | 3 114.71         | 3 178.43         |
| 26/2 – 2/3/2014  | Cúp Chung kết Nga 2014 thi nội địa      | Trưởng thành     | 2 66.05          | 2 124.52         | 2 190.57         |
| 23–25/1/2014     | Giải Thiếu niên quốc gia Nga 2014       | Thiếu niên       | 4 63.25          | 4 120.45         | 4 183.70         |
| 24–26/12/2013    | Giải quốc gia Nga 2014                  | Trưởng thành     | 8 62.19          | 8 119.67         | 7 181.86         |
| 5–6/12/2013      | Chung kết Grand Prix Thiếu niên 2013–14 | Thiếu niên       | 3 58.75          | 5 104.93         | 3 163.68         |
| 18–20/10/2013    | Ice Star 2013                           | Thiếu niên       | 1 62.12          | 1 118.01         | 1 180.13         |
| 20–22/9/2013     | JGP Ba Lan 2013                         | Thiếu niên       | 1 61.61          | 1 118.35         | 1 179.96         |
| 29–30/8/2013     | JGP Latvia 2013                         | Thiếu niên       | 3 55.17          | 1 114.35         | 1 169.52         |
| Mùa giải 2012–13 |                                         |                  |                  |                  |                  |
| Ngày thi         | Giải đấu                                | Cấp độ           | SP               | FS               | Tổng             |
| 2–3/2/2013       | Giải Thiếu niên quốc gia Nga 2013       | Thiếu niên       | 5 61.35          | 4 118.84         | 4 180.19         |
| Mùa giải 2011–12 |                                         |                  |                  |                  |                  |
| Ngày thi         | Giải đấu                                | Cấp độ           | SP               | FS               | Tổng             |
| 5–7/2/2012       | Giải Thiếu niên quốc gia Nga 2012       | Thiếu niên       | 7 54.86          | 7 103.64         | 6 158.50         |
| 26–27/12/2011    | Giải quốc gia Nga 2012                  | Trưởng thành     | 11 53.21         | 8 108.53         | 8 161.74         |
| Mùa giải 2010–11 |                                         |                  |                  |                  |                  |
| Ngày thi         | Giải đấu                                | Cấp độ           | SP               | FS               | Tổng             |
| 2–4/2/2011       | Giải Thiếu niên quốc gia Nga 2011       | Thiếu niên       | 13 42.57         | 12 88.93         | 12 131.50        |